# Donji Školj
 Ovo je glavno značenje pojma Donji Školj. Za otočić u Velebitskom kanalu pogledajte Školjić (Ražanac Veli).
Donji Školj je nenaseljeni otočić u dnu uvale Telaščica na Dugom otoku, u Parku prirode Telašćica.
Površina otoka je 90.284 m2, duljina obalne crte 1111 m, a visina 63 metra.